# Núria
Núria ist ein aus dem Katalanischen übernommener weiblicher Vorname, abgeleitet von Nostra Senyora de Núria (‚Unsere Frau von Núria‘) bzw. Mare de Déu de Núria (‚Muttergottes von Núria‘), einer Marienfiguren im Heiligtum des Pyrenäentals Vall de Núria in der Provinz Girona. Der Name Núria ist ein im Katalanischen sehr gebräuchlicher weiblicher Vorname. Die spanische Schreibweise ist Nuria.

## Namensträgerinnen
Núria
- Núria Añó (* 1973), katalanische Schriftstellerin
- Núria Calduch-Benages (* 1957), spanische römisch-katholische Ordensschwester, Bibelwissenschaftlerin; seit 2021 Sekretärin der Päpstlichen Bibelkommission
- Núria Espert (* 1935), katalanische Schauspielerin
- Núria Feliu i Mestres (1941–2022), katalanische Sängerin und Schauspielerin
- Núria Llimona i Raymat (1917–2011), katalanische Malerin
- Núria Montané (* 1982), spanische Freestyle-Skisportlerin
- Núria Olivé (* 1968), spanische Hockeyspielerin
- Núria Pau (* 1994), spanische Skirennläuferin
- Núria Rial (* 1975), katalanische Sängerin (Sopran), Barockspezialistin
- Núria Vilarrubla (* 1992), spanische Kanutin

Nuria
- Nuria Amat (* 1950), spanische Schriftstellerin und Bibliothekarin
- Nuria Brancaccio (* 2000), italienische Tennisspielerin
- Nuria Cabanillas (* 1980), spanische Rhythmische Sportgymnastin und Trainerin; Olympiasiegerin 1996 und dreifache Weltmeisterin
- Nuria Espallargas (* 1979), spanische Chemikerin
- Nuria Fergó (* 1979), spanische Sängerin und Schauspielerin
- Nuria Fernández (* 1976), spanische Mittel- und Langstreckenläuferin
- Nuria González (* 1962), spanische Schauspielerin
- Nuria Gorrite (* 1970), spanisch-schweizerische Politikerin, Mitglied der Sozialdemokratischen Partei der Schweiz (SP)
- Nuria Llagostera Vives (* 1980), spanische Tennisspielerin
- Nuria Nono-Schoenberg (* 1932), österreichisch-US-amerikanische Musikwissenschafterin
- Nuria Oliver (* 1970), spanische Informatikerin
- Nuria Párrizas Díaz (* 1991), spanische Tennisspielerin
- Nuria Pomares, spanische Tänzerin
- Nuria Quevedo (* 1938), deutsche Malerin und Grafikerin katalanischer Abstammung
- Nuria Rábano (* 1999), spanische Fußballspielerin
- Nuria Torray (1934–2004), spanische Schauspielerin